# Matrice S
In fisica, in particolare in teoria quantistica dei campi, la matrice S è la somma delle probabilità di transizione (ampiezze di scattering) fra stati quantistici iniziali e finali nei processi di urto tra particelle. Il calcolo si esegue mediante oggetti matematici noti come vettori e matrici in modo tale che, definito uno stato iniziale rappresentato dal vettore {\displaystyle |a\rangle } e uno finale rappresentato da {\displaystyle |b\rangle }, la probabilità di transizione da a a b mediante la matrice S, indicata con {\displaystyle M_{ab}}, si rappresenta con:
{\displaystyle M_{ab}=\langle b|S|a\rangle }
A partire dalla probabilità di transizione è possibile calcolare le sezioni d'urto e fornire quindi previsioni che possano essere verificate, essendo la sezione d'urto la quantità direttamente misurabile negli esperimenti.

## Calcolo della matrice S
All'interno della teoria quantistica dei campi i problemi di scattering (ovvero degli urti fra particelle) non possono essere trattati in maniera esatta se non in alcuni semplici casi. Uno degli approcci più usati è quello di supporre che gli stati iniziali e finali in cui si viene a trovare il sistema fisico in esame siano autostati dell'hamiltoniana libera (ovvero lontani da qualsiasi potenziale). Lo stato iniziale è supposto per tempi molto precedenti all'evento di scattering, mentre lo stato finale è posto a tempi molto successivi (un evento di scattering ha una durata media di {\displaystyle 10^{-10}{\text{ s}}}, sarà dunque sufficiente parlare di decimi di secondo prima e dopo l'evento). In queste condizioni si suppone che le particelle siano sufficientemente distanti da poterle considerare non interagenti (approssimazione adiabatica). Si definiscono quindi due basi degli stati asintotici che descrivono le particelle osservate sperimentalmente come stati iniziali (stati "in") e come stati finali (stati "out"): la matrice unitaria che realizza il passaggio da una base all'altra è, per definizione, la matrice S stessa:
{\displaystyle |\psi \rangle _{in}\equiv S|\psi \rangle _{out}\;;\quad |\psi \rangle _{out}\equiv S^{\dagger }|\psi \rangle _{in}}
dove i pedici "in" e "out" identificano la base e {\displaystyle |\psi \rangle } è un qualunque vettore di base degli stati asintotici. L'ampiezza di probabilità di osservare un processo di scattering con uno stato iniziale {\displaystyle |a\rangle } e come stato finale {\displaystyle |b\rangle } è data, per definizione, da:
{\displaystyle prob.(a\to b)\equiv \,_{out}\langle b|a\rangle _{in}=\,_{out}\langle b|S|a\rangle _{out}=\,_{in}\langle b|S|a\rangle _{in}\equiv S_{ba}}
Ogni elemento di matrice S, sia nella base "in" sia nella base "out", rappresenta quindi l'ampiezza di probabilità di un processo fisico. Si noti che gli stati {\displaystyle a} e {\displaystyle b} sono gli stati ideali definiti in assenza di interazione, cioè gli stati asintotici.
Notiamo che i vettori che identificano lo stato di vuoto e gli stati di singola particella sono gli stessi in entrambe le basi, ovvero gli elementi di matrice S sono, al più, delle fasi che possono essere poste uguali a {\displaystyle 1} con un'opportuna scelta della fase dei vettori di base.

## Calcolo della matrice S: serie di Dyson
L'hamiltoniana che descrive un sistema può essere divisa in una parte non interagente {\displaystyle {\hat {H}}^{0}}, che non contiene i termini di interazione fra le particelle ma ne descrive solo il moto libero, e una hamiltoniana di interazione {\displaystyle {\hat {H}}^{I}}.
In rappresentazione di Schrödinger vale l'equazione di Schrödinger
{\displaystyle i\hbar {\frac {\partial \left|\psi _{S}(t)\right\rangle }{\partial t}}=H_{S}\left|\psi _{S}(t)\right\rangle }.
Definiamo la rappresentazione di interazione come:
{\displaystyle \left|\psi _{I}(t)\right\rangle =e^{{\frac {i}{\hbar }}H_{S}^{0}t}\left|\psi _{S}(t)\right\rangle }
e quindi possiamo scrivere:
{\displaystyle {\begin{aligned}i\hbar {\frac {\partial }{\partial t}}\left|\psi _{I}(t)\right\rangle &=i\hbar {\frac {\partial }{\partial t}}\left(e^{{\frac {i}{\hbar }}H_{S}^{0}t}\left|\psi _{S}(t)\right\rangle \right)\\&=-H_{S}^{0}e^{{\frac {i}{\hbar }}H_{S}^{0}t}\left|\psi _{S}(t)\right\rangle +e^{{\frac {i}{\hbar }}H_{S}^{0}t}i\hbar {\frac {\partial }{\partial t}}\left|\psi _{S}(t)\right\rangle \\&=-H_{S}^{0}\left|\psi _{I}(t)\right\rangle +e^{{\frac {i}{\hbar }}H_{S}^{0}t}H_{s}\left|\psi _{S}(t)\right\rangle \\&=-H_{S}^{0}\left|\psi _{I}(t)\right\rangle +H_{S}\left|\psi _{I}(t)\right\rangle =H_{S}^{I}\left|\psi _{I}(t)\right\rangle \end{aligned}}}
ovvero in rappresentazione di interazione gli stati evolvono seguendo l'hamiltoniana d'interazione.
Per ottenere la matrice S, definiamo i suoi elementi: 
{\displaystyle S_{f,i}=\left\langle \psi _{f}|\psi (t=+\infty )\right\rangle =\left\langle \psi _{f}|S|\psi _{i}\right\rangle }.
Per calcolare {\displaystyle S_{f,i}} riscriviamo in forma integrale l'equazione di Schrödinger per le funzioni d'onda in rappresentazione di interazione:
{\displaystyle \left|\psi _{I}(t)\right\rangle =\left|\psi _{I}(t=-\infty )\right\rangle -{\frac {i}{\hbar }}\int _{-\infty }^{t}d\tau H_{S}^{I}\left(\tau \right)\left|\psi _{I}(\tau )\right\rangle }.
Dato che {\displaystyle \left|\psi _{I}(\tau )\right\rangle } soddisfa un'equazione analoga è possibile iterare all'infinito questa equazione fino a ottenere (approccio perturbativo):
{\displaystyle \left|\psi _{I}(t)\right\rangle =\left[1+\sum _{n=1}^{\infty }\int _{-\infty }^{\infty }dt_{1}\int _{-\infty }^{t_{1}}dt_{2}\int _{-\infty }^{t_{2}}dt_{3}\ldots \int _{-\infty }^{t_{n-1}}dt_{n}\left(H_{S}^{I}(t_{1})\cdot H_{S}^{I}(t_{2})\cdot H_{S}^{I}(t_{3})\cdot \ldots \right.\right.}
{\displaystyle \ldots \left.\left.\cdot H_{S}^{I}(t_{n})\right)\right]\left|\psi _{I}(t=-\infty )\right\rangle }
e quindi si ha:
{\displaystyle {\begin{aligned}S&=1+\sum _{n=1}^{\infty }\int _{-\infty }^{\infty }dt_{1}\int _{-\infty }^{t_{1}}dt_{2}\int _{-\infty }^{t_{2}}dt_{3}\cdots \int _{-\infty }^{t_{n-1}}dt_{n}\left(H_{S}^{I}(t_{1})\cdot H_{S}^{I}(t_{2})\cdot H_{S}^{I}(t_{3})\cdots H_{S}^{I}(t_{n})\right)\\&=1+\sum _{n=1}^{\infty }{\frac {1}{n!}}\int _{-\infty }^{\infty }dt_{1}\int _{-\infty }^{+\infty }dt_{2}\int _{-\infty }^{+\infty }dt_{3}\cdots \int _{-\infty }^{+\infty }dt_{n}T\left(H_{S}^{I}(t_{1})\cdot H_{S}^{I}(t_{2})\cdot H_{S}^{I}(t_{3})\cdots H_{S}^{I}(t_{n})\right)\end{aligned}}}.
dove {\displaystyle T} indica il prodotto cronologico degli operatori tra parentesi graffe:
{\displaystyle T\phi (x)\psi (y)=\theta (x^{0}-y^{0})\left(\phi (x)\psi (y)\right)+\theta (y^{0}-x^{0})\left(\psi (y)\phi (x)\right)},
e {\displaystyle \theta (x^{0}-y^{0})} è la funzione a gradino di Heaviside. 
Questo non è altro che uno sviluppo di Dyson della matrice S. La matrice di scattering viene calcolata ai vari ordini (ovvero proseguendo la sommatoria fino a un dato ordine) tramite il teorema di Wick.

## Calcolo della matrice S: formule LSZ
Un modo alternativo di estrarre gli elementi di matrice S dalla teoria, più sofisticata e usata in particolare nella meccanica quantistica relativistica, non fa uso della serie di Dyson, bensì sfrutta le funzioni di Green fornite dalla formulazione con integrali funzionali della teoria. Si consideri ad esempio una teoria di particelle scalari {\displaystyle \phi } di massa {\displaystyle m}, con un'azione:
{\displaystyle {\mathcal {S}}[\phi ]=\int {\text{d}}^{4}x{\frac {1}{2}}\left(\partial _{\mu }\phi \partial ^{\mu }\phi -m^{2}\phi ^{2}\right)-V(\phi )}
dove {\displaystyle V(\phi )} può essere, ad esempio, un termine di interazione {\displaystyle \lambda \phi ^{4}}, che al momento non è necessario specificare. Le funzioni di Green a {\displaystyle n} punti sono definite come i valori di aspettazione sul vuoto del prodotto tempo-ordinato di {\displaystyle n} campi:
{\displaystyle G^{(n)}(x_{1},x_{2},\dots ,x_{n})\equiv \langle 0|T\left(\phi (x_{1})\phi (x_{2})\dots \phi (x_{n})\right)|0\rangle ={\frac {\int {\mathcal {D}}\phi \,\phi (x_{1})\phi (x_{2})\dots \phi (x_{n})\,e^{i{\mathcal {S}}}}{\int {\mathcal {D}}\phi \,e^{i{\mathcal {S}}}}}\,.}
Esse sono calcolabili perturbativamente attraverso il già citato teorema di Wick. Si dimostra che le trasformate di Fourier delle funzioni di Green hanno dei poli in corrispondenza delle masse fisiche delle particelle, ovvero quando {\displaystyle p_{i}^{2}=m^{2}}. A questi poli corrispondono proprio gli stati asintotici della teoria: infatti questi stati sono creati e distrutti dai campi "in" e "out", che soddisfano l'equazione di Klein-Gordon:
{\displaystyle (\Box _{x}+m^{2})\phi _{in}(x)=(\Box _{x}+m^{2})\phi _{out}(x)=0\,,}
che differisce dalle corrette equazioni del moto per l'assenza del potenziale di interazione. Di conseguenza, in modo intuitivo, è necessario estrarre il contributo polare delle funzioni di Green per ottenere le funzioni di Green costruite con i campi asintotici, che generano proprio gli elementi di matrice S desiderati. Se nello stato iniziale sono presenti m particelle di impulsi {\displaystyle q_{1},\;q_{2},\ldots ,q_{m}} e nello stato finale sono presenti {\displaystyle n} particelle di impulsi {\displaystyle p_{1},\;p_{2},\ldots ,p_{n}}, la formula che descrive il procedimento è data da:
{\displaystyle \langle p_{1},\ldots ,p_{n}\ \mathrm {out} |q_{1},\ldots ,q_{m}\ \mathrm {in} \rangle =\int \prod _{i=1}^{m}\left\{\mathrm {d} ^{4}x_{i}\ i{\frac {e^{-iq_{i}\cdot x_{i}}}{(2\pi )^{3/2}Z^{1/2}}}\left(\Box _{x_{i}}+m^{2}\right)\right\}\times }
{\displaystyle \times \prod _{j=1}^{n}\left\{\mathrm {d} ^{4}y_{j}\ i{\frac {e^{+ip_{j}\cdot y_{j}}}{(2\pi )^{3/2}Z^{1/2}}}\left(\Box _{y_{j}}+m^{2}\right)\right\}G^{(n+m)}(x_{1},\dots ,x_{m},y_{1},\dots ,y_{n})}
Il processo di estrazione del polo è più evidente se la formula è scritta in termini della trasformata di Fourier della funzione di Green. A parte la moltiplicazione per alcune costanti (tra cui le costanti di rinormalizzazione dei campi {\displaystyle Z}) la formula mostra che basta moltiplicare la funzione di Green per dei fattori {\displaystyle p^{2}-m^{2}}, che eliminano i poli, e poi mandare on-shell gli impulsi, ovvero eseguire il limite {\displaystyle p^{2}\to m^{2}} corrispondente alle particelle fisiche:
{\displaystyle \langle p_{1},\ldots ,p_{n}\ \mathrm {out} |q_{1},\ldots ,q_{m}\ \mathrm {in} \rangle =\prod _{i=1}^{m}\left\{{\frac {-i}{(2\pi )^{3/2}Z^{1/2}}}\left(p_{i}^{2}-m^{2}\right)\right\}\times }
{\displaystyle \times \prod _{j=1}^{n}\left\{{\frac {-i}{(2\pi )^{3/2}Z^{1/2}}}\left(q_{i}^{2}-m^{2}\right)\right\}{\tilde {G}}^{(n+m)}(p_{1},\ldots ,p_{n};-q_{1},\ldots ,-q_{m})}

## La sezione d'urto
Lo scopo finale del calcolo della matrice di scattering è ottenere la sezione d'urto (che è il parametro che può essere verificato sperimentalmente). La relazione fra la sezione d'urto e la matrice S è data da:
{\displaystyle \operatorname {d} \!\sigma ={\frac {\left|S_{fi}\right|^{2}}{T\left\|{\vec {J}}_{inc}\right\|}}\operatorname {d} \!n_{f}}
dove {\displaystyle J_{inc}} è il flusso incidente e {\displaystyle \mathbf {d} n_{f}} il numero di stati finali nel cono {\displaystyle \mathbf {d} \Omega }.